# Festival de Otoño (Madrid)
El Festival de Otoño, llamado entre 2010 y 2017 Festival de Otoño en Primavera y luego Festival de Otoño a Primavera, es un festival de artes escénicas que se celebra en Madrid (España) y que presenta espectáculos nacionales y extranjeros.

## Historia
Planteado como una alternativa a otros certámenes europeos —como el Festival de Otoño de París—, su primera edición se realizó en 1984 con el título de I Festival de Otoño, promovido por la Consejería de Cultura de la Comunidad de Madrid, y desarrollándose desde mediados de septiembre a finales de octubre.
Dirigido por José Luis Ocejo y Pilar Yzaguirre, contó con 45 días de programación y un presupuesto de 150 millones de pesetas para presentar sus actividades en las principales salas y coliseos de la capital española: Teatro Real, Español, Teatro Albéniz, así como en otros espacios culturales como los museos del Prado y Arqueológico; los palacios de Exposiciones y Congresos y de los Deportes; el parque del Retiro, la Academia de Bellas Artes de San Fernando, etc. También contó con representaciones en localidades de la comunidad y su entorno cercano: Aranjuez, La Granja, El Escorial, además de teatros, casas de cultura e iglesias de municipios del cinturón madrileño como Leganés, Collado-Villalba, San Sebastián de los Reyes, Móstoles, Navalcarnero, Torrejón de Ardoz, Getafe, Buitrago y Torrelodones.
El festival no tenía dirección artística claramente definida ni estructura económica, y Pilar Yzaguirre dejó la programación del festival en 1989 al no conseguir que tanto ella como su equipo de unas 15 personas fueran contratados legalmente. Sólo cobraban una cantidad preestablecida al final de cada edición. La programación del festival pasó a depender directamente de los servicios culturales de la Comunidad de Madrid. El agente cultural Agustín Tena dirigió su programación de
1992 a 1995, hasta que su dirección fue encomendada al compositor Tomás Marco.
A partir de 1997 el festival fue dirigido por Alicia Moreno Espert hasta el año 2000, fecha en la que Ariel Goldenberg asumió su dirección, cargo que mantendrá durante 15 años.

### Festival de Otoño en Primavera
En 2010, en su XXVII edición cambia de fechas y se mueve por tres ediciones a la franja entre abril y mayo bajo el nombre Festival de Otoño en Primavera. Dirigido por Ariel Goldenberg, asistido por Paula Foulkes, ese primer año programó a 32 compañías con espectáculos de teatro, danza, música y circo que realizaron un total de 148 representaciones en espacios madrileños como el Teatro de La Abadía, el Teatro Español, los Teatros del Canal, La Casa Encendida, el Teatro Circo Price, la Sala Cuarta Pared, El Instituto Francés de Madrid, el Teatro de Madrid, las Naves del Español (Matadero) y el Teatro Pradillo, así como en espacios singulares de poblaciones cercanas como por ejemplo el Corral de Comedias y el Teatro Salón Cervantes de Alcalá de Henares, el Centro Comarcal de Humanidades Cardenal Gonzaga-Sierra Norte de La Cabrera y el Teatro Auditorio San Lorenzo de El Escorial.

### Festival de temporada
A partir de 2012 el Festival de Otoño cubre con su programación casi toda la temporada teatral, entre noviembre y junio, concentrando la mayor parte de su programación en los Teatros del Canal, de propiedad autonómica. Aunque la propuesta se presenta al público como una oportunidad para que los espectadores puedan ver más obras, algo que les resultaría por tiempo o economía más difícil en un contexto de crisis para un festival concentrado en media docena de semanas, la decisión es recibida con escepticismo por parte de un sector que creerá que este cambio se debe a un severo recorte en la dotación del Festival, el cual mantiene en principio su presupuesto anterior, pero se convierte en una parte importante de lo que podría ser una programación regular de este complejo teatral de titularidad pública.
En su XXXIII edición, celebrada entre el 23 de octubre de 2014 y el 7 de junio de 2015, presentó una oferta pluridisciplinar de 15 espectáculos con artistas de la talla de Peter Brook, Robert Lepage, Israel Galván, Rodrigo García, Marianne Faithfull, Josse de Pauw e Isabella Rossellini. El número de espacios volvió a crecer en tres, incorporando el Teatro del Barrio, la Nave 73 y la Sala Mirador a los Teatros del Canal, el Teatro de la Abadía, el Pradillo y a La Sala Cuarta Pared donde se presentó no solo teatro sino también danza, música, títeres y monólogos.
En la edición de 2015, programada entre el 15 de octubre y el 19 de junio de 2016 solo se anunciaron con antelación en la página oficial del festival cuatro obras programadas en cartel en los Teatros del Canal.
En junio de 2016, Carlos Aladro succedió a Ariel Goldenberg como director del festival, tras haber sido elegido por el jurado del concurso público convocado para ello.

### Festival de Otoño
El formato del festival, estirado a lo largo de toda la temporada teatral, no era lo habitual para un festival y recibió numerosas críticas, por lo que la Comunidad de Madrid decidió que la edición de 2018 recuperase el modelo y nombre original. En 2019, Carlos Aladro dejó la dirección del festival para pasar a dirigir el teatro madrileño de La Abadía, y fue sustituido por Carlota Ferrer, nombrada por el Consejero de Cultura de la Comunidad de Madrid.
La edición 2020 del festival, con el dramaturgo Alberto Conejero como nuevo director, se vio trastocada por los efectos de la pandemia de COVID-19 que obligó a cancelar montajes, en particular los procedentes del extranjeros. Conejero no renunció a la programación internacional pero su gestión se volcó en los creadores nacionales y aprovechó el certamen para reprogramar algunos espectáculos cancelados durante la temporada. Creó también iniciativas virtuales en las que participaron autores y actores teatrales de renombre: #Confin, una selección de piezas escénicas creadas durante el confinamiento que se representaron de manera virtual, y  Teatro de guardia, en colaboración con el teatro del Barrio, en la que 24 actores y actrices recitaban poemas o textos dramáticos a través del teléfono con un oyente único, a lo largo de los 18 días que duró el festival.
A tres días de que se inicie el Festival de Otoño 2023, la Comunidad de Madrid anunció que no se renovaría el contrato de Alberto Conejero y que la edición de 2024 sería dirigida por Pilar Yzaguirre, cocreadora del certamen, con una edición especial que le estaría dedicada para celebrar los 40 años (1984-2024) del nacimiento de la cita cultural.

## Directores del Festival de Otoño
- 1984-1986: Pilar Yzaguirre y José Luis Ocejo
- 1986-1990: Pilar Yzaguirre
- 1992-1995: Agustín Tena
- 1996-1997: Tomás Marco
- 1997-2000: Alicia Moreno Espert
- 2000-2016: Ariel Goldenberg
- 2016-2019: Carlos Aladro
- 2019-2020: Carlota Ferrer
- 2020-2023: Alberto Conejero
- 2024- presente: Pilar Yzaguirre